# Судіївка
Суді́ївка — село в Україні, у Мачухівській сільській громаді Полтавського району Полтавської області. Населення становить 1240 осіб. До 2017 орган місцевого самоврядування — Судіївська сільська рада.

## Географія
Село межує із селом Мачухи, знаходиться на відстані 1 км від сіл Снопове та Вищі Вільшани. По селу протікає струмок.
Поруч проходить автомобільна дорога М22.

## Населення

### Мова
Розподіл населення за рідною мовою за даними перепису 2001 року:
| Мова            | Кількість | Відсоток |
| --------------- | --------- | -------- |
| українська      | 1198      | 96.61 %  |
| російська       | 38        | 3.06 %   |
| білоруська      | 1         | 0.08 %   |
| інші/не вказали | 3         | 0.25 %   |
| Усього          | 1240      | 100 %    |

## Історія
Поблизу села розміщувалось скіфське поселення.
У ХVIII ст. с. Судіївка відносилось до адміністративно-територіальної одиниці Запорізької Січі — Протовчанської паланки (1766—1775).
До 1860 року село було поміщицьким і належало судді Жиглову, з чого і пішла назва села. При переписі населення в 1859 році в Судіївці нараховувалося 12 дворів та 71 житель.
За переписом населення у 1859 році в Судіївці було 12 дворів і проживав 71 житель
У 1909 р. село Судіївка відносилось до Полтавського повіту, Полтавської губернії.
Після поразки в Україні національно-визвольного руху у кінці 1919 року в селі встановлено окупаційну владу російських більшовиків.
Під час штучних голодоморів у 1932—1933 та 1946—1947 років, організованих окупаційною владою російських більшовиків, у селі люди помирали від голоду. Жертвою голодомору 1932—1933 років стало 14 осіб.
У часи Другої світової війни з 17 жовтня 1941 по 23 жовтня 1943 року Судіївка була під німецькою окупацією.
Після відновлення державності України, у 1992 р. в Полтавському районі утворено Судіївську сільраду з центром у селі Судіївка до якої увійшли села Судіївка і Шевченки.
У селі працює загальноосвітня школа I—II ступенів, будинок культури, ясла-садок, фельдшерсько-акушерський пункт.
Судіївська сільська рада існувала до 2017 р., потім село було підпорядковано Мачухівській сільській раді.
За даними перепису 2001 року населення села становило 1240 осіб.
12 червня 2020 року, відповідно до розпорядження Кабінету Міністрів України № 721-р «Про визначення адміністративних центрів та затвердження територій територіальних громад Полтавської області», село увійшло до складу Мачухівської сільської громади.
19 липня 2020 року, в результаті адміністративно — територіальної реформи та ліквідації Полтавського району(1925—2020, село увійшло до складу новоутвореного Полтавського району.

## Інфраструктура
- Судіївська ЗОШ І-ІІ ступенів
- Будинок культури
- Відділення зв'язку
- Фельдшерсько-акушерський пункт

## Економіка
- ПАТ «Лан»;
- сільськогосподарське споживче товариство «Краяни».

## Релігія
У селі представлені дві віруючі громади:
- Української православної церкви Московського патріархату — Василівська церква (зареєстрована 1997 року);
- п'ятидесятників (християн віри Євангельської) — зареєстрована 2000 року.

## Архітектура
У Судіївці встановлено такі пам'ятники:
- Меморіальний комплекс на братській могилі радянських воїнів;
- пам'ятний знак полеглим воїнам-землякам (збудований 1954 року).

## Відомі люди

### Народилися
- Лашко Володимир Ілліч — український художник, скульптор, дизайнер.

## Галерея

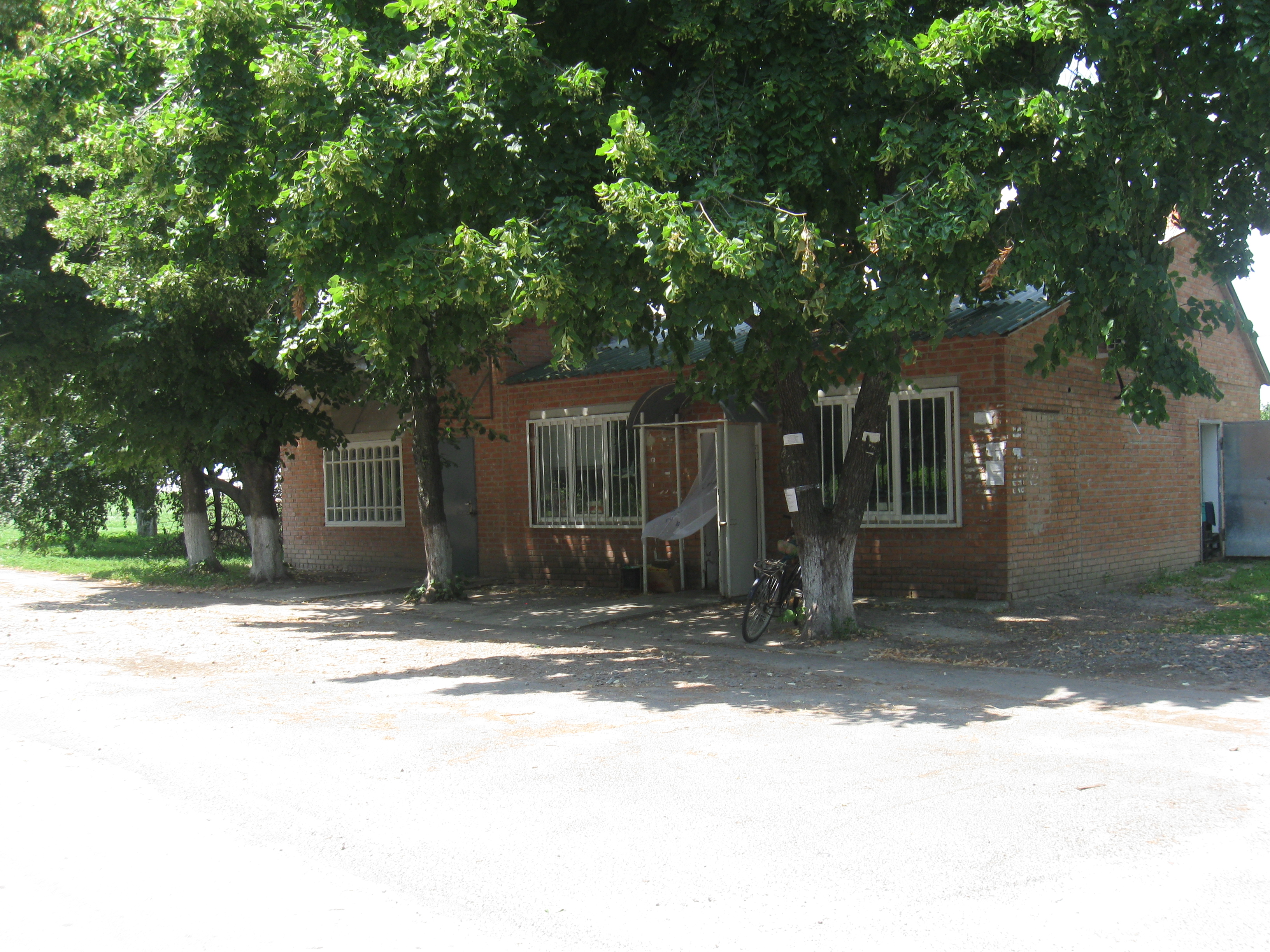
Супермаркет
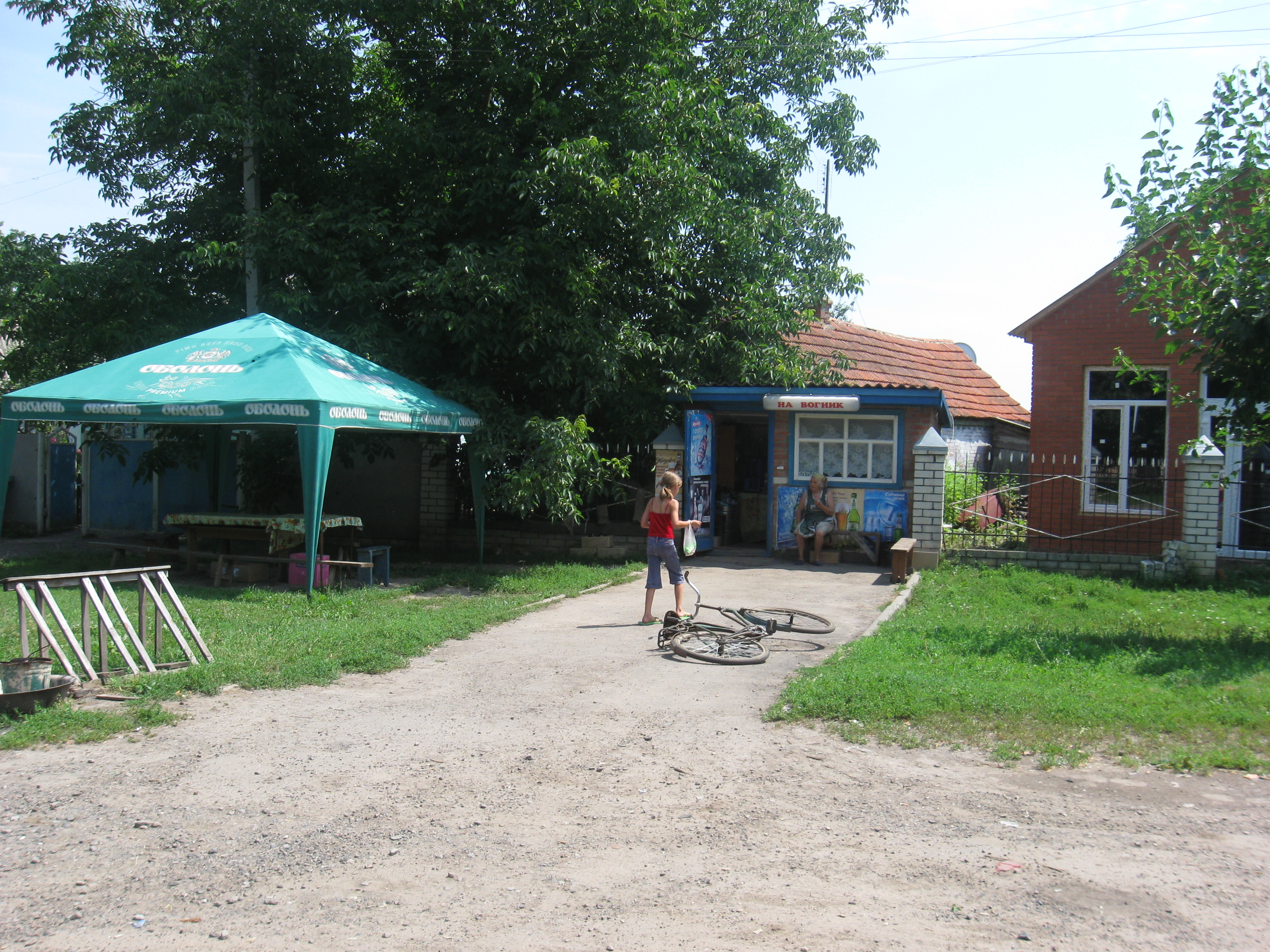
На зупинці
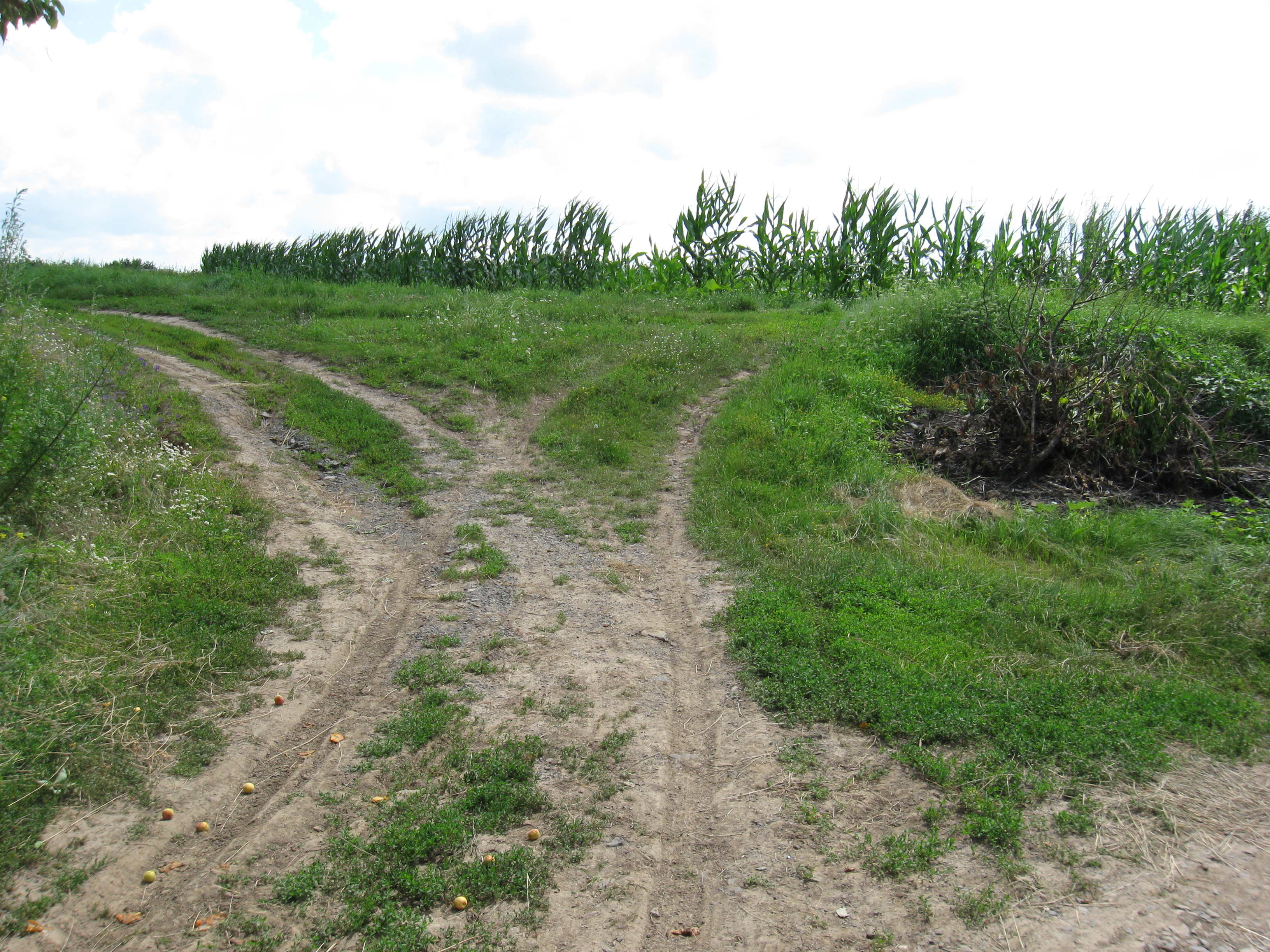
У полях